# T.J. Campbell
Terrance "T. J." Campbell (Phoenix, Arizona, 23 de enero de 1988) es un jugador de baloncesto estadounidense que pertenece a la plantilla del Cholet Basket, de la LNB Pro A. Con 1,75 metros de estatura, juega en la posición de base.

## Trayectoria deportiva

### Universidad
Tras jugar dos años en el Community College de Glendale, donde en su temporada sophomore promedió 16,3 puntos y 5,2 asistencias, fue transferido a los Pilots de la Universidad de Portland, donde jugó dos temporadas más, en las que promedió 12,4 puntos, 2,4 rebotes, 5,2 asistencias y 1,1 robos de balón por partido. En su primera temporada fue elegido debutante del año de la West Coast Conference e incluido en el mejor quinteto de la conferencia, circunstancia que repitió al año siguiente.

### Profesional
Tras no ser elegido en el Draft de la NBA de 2010, en el mes de noviembre firmó con los Melbourne Tigers de la NBL Australia, siendo despedido en febrero de 2011. Acabó la temporada en el TED Ankara Kolejliler turco, y en la campaña siguiente regresó a su país para fichar por los Canton Charge de la NBA D-League, donde jugó una temporada como titular, promediando 12,6 puntos y 5,2 asistencias por partido.
El 12 de agosto de 2012 fichó por una temporada por el JDA Dijon de la Pro A francesa, en la que promedió 8,7 puntos y 3,3 asistencias por partido, lo que le valió la renovación por una temporada más. En esta nueva campaña sus números mejoraron hasta los 11,4 puntos y 3,9 asistencias, logrando además el título del Match des Champions.
El 9 de junio de 2014 fichó por el JSF Nanterre. El 26 de abril de 2015, logró una canasta sobre la bocina ante el Trabzonspor Medical Park en la final del FIBA EuroChallenge, dejando el marcador final en 65-64. Acabó la temporada promediando 10,6 puntos y 4,7 asistencias por partido. En julio de 2015 renovó por una temporada con el conjunto francés,  en la que promedió 9,6 puntos y 4,6 rebotes por partido.
El 12 de julio de 2016 fichó por el Socar Petkim S.K. de la Türkiye Basketbol 1. Ligi, la segunda categoría del baloncesto turco. En el verano de 2020 se incorpora a las filas del Coosur Real Betis, equipo de la liga ACB española. 
En agosto de 2020, se confirma su fichaje por el Real Betis Baloncesto de la Liga Endesa. 
El 20 de agosto de 2021, firma por el Afyon Belediyespor de la Basketbol Süper Ligi. Mediada la temporada dejó el equipo turco para fichar por el Cholet Basket, quienes lo renovaron por una temporada más en junio de 2022.